# Stâna, Satu Mare
Stâna este un sat în comuna Socond din județul Satu Mare, Transilvania, România. Este situat pe DJ196A. Acest sat are o biserică din lemn cu hramul ,, Intrarea Maicii Domnului în Biserică ''.
 Acest articol despre o localitate din județul Satu Mare este deocamdată un ciot. Puteți ajuta Wikipedia prin completarea lui.

1. ↑  Godea, Ioan (1978). Monumente istorice bisericești din Eparhia Oradiei. Oradea. p. 473.